# Krypto
Krypto (englisch Krypto the Superdog) ist der Name einer fiktiven Figur im Besitz des US-amerikanischen Unterhaltungskonzerns Time Warner.
Krypto ist ein weißfelliger Hund mit außerordentlichen Fähigkeiten („Superkräften“), die er seiner Herkunft von einem außerirdischen Planeten verdankt, und trat erstmals 1955 in den Geschichten über den Science-Fiction-Helden Superman auf, als dessen Haustier er in den meisten Geschichten, in denen er auftaucht, porträtiert wird.
Seit seiner Einführung 1955 ist Krypto eine, mit Unterbrechungen, wiederkehrende Figur und gelegentlich sogar Hauptfigur in verschiedenen Comicpublikationen des zum Warner-Konzern gehörenden Verlages DC-Comics sowie in Adaptionen des Stoffes in anderen Medien. So insbesondere in der eponymen Fernsehzeichentrickserie Krypto the Superdog aus den Jahren 2005–2006 sowie in dem Kinofilm DC League of Super-Pets von 2022.

## Comics

### Ursprüngliche Version (1950er bis 1980er Jahre)
Die Figur des „Superhundes“ Krypto wurde erstmals in dem Comicheft Adventure Comics #210 vom Juli 1955 vorgestellt. Autor dieses Heftes und Erfinder der Figur war der Science-Fiction-Schriftsteller Otto Binder. Die visuelle Umsetzung der in diesem Heft enthaltenen Geschichte besorgte der Zeichner Curt Swan, der langjährige Stammzeichner der Superman-Comics. Swan war es auch, der das optische Design für die Figur des Krypto entwickelte (ein größerer, aber schlanker, Hund mit weißem Fell, der ein rotes Cape trägt), das im Wesentlichen für alle Versionen der Figur bis in die Gegenwart beibehalten worden ist.
In der ersten Geschichte, in der Krypto auftritt, wird er als ein von Supermans Heimatplaneten Krypton stammender Hund vorgestellt, der kurz vor der Zerstörung des Planetens von Supermans Vater, dem kryptonischen Wissenschaftler Jor-El mit einer Testrakete in den Weltraum geschossen wurde, um zu testen, ob es möglich wäre, ein Lebewesen auf diese Weise von Krypton zu einem anderen Planeten, nämlich zur Erde, zu evakuieren. Durch Turbulenzen (die Rakete prallt mit einem Asteroiden zusammen) kommt Kryptos Rakete von ihrem ursprünglichen Kurs ab, so dass die Rakete und ihr Insasse auf eine längere Odyssee durch das Universum geschickt werden, bis sie schließlich nach langer Verzögerung auf der Erde eintrifft. Der erst nach ihm, als Säugling, mit einer zweiten Rakete von Jor-El von Krypton auf die Reise zur Erde geschickte Sohn Jor-Els, Kal-El, ist, obwohl er von Jor-El erst nach Krypto auf die Reise geschickt wurde, zum Zeitpunkt von Kryptos Ankunft auf der Erde schon lange dort eingetroffen und vom Säugling zu einem Teenager herangewachsen. Als Krypto die Erde erreicht ist Kal El dank der Superkräfte, die er aufgrund seiner außerirdischen Biologie besitzt, sogar bereits zu einem als Superboy bekannten jungen Superhelden herangewachsen.
Nach der Ankunft von Kryptos Rakete wird diese von Superboy geborgen, der den Hund aus seiner Kleinkindzeit wiedererkennt und ihn wieder als sein Haustier annimmt.
Da Lebewesen vom Planeten Krypton, der eine rote Sonne hat, in der fiktiven Welt der Superman/Superboy-Geschichten aufgrund ihrer biologischen Ausstattungen, wenn sie längere Zeit der Strahlung einer gelben Sonne ausgesetzt sind, Superkräfte entwickeln, so entwickelt auch Krypto unter durch den Kontakt mit der Strahlung der gelben Sonne, um die die Erde kreist, bald nach seiner Ankunft ähnliche Superkräfte, wie sein „Herrchen“. So kann er fliegen, ist „superstark“, „superschnell“ und „superausdauernd“, besitzt er weit über das Menschliche hinausgehende Sinnesgaben und die Fähigkeit Hitzestrahlen aus seinen Augen abzufeuern.
In den 1950er und 1960er Jahren erschienen zahlreiche Superman-Geschichten (v. a. in den Serien Superman und Action Comics) sowie Superboy-Geschichten (v. a. in der Serie Adventure Comics), in denen Krypto an der Seite von Superman bzw. Superboy Abenteuer erlebt. Während die Superman-Geschichten in der damaligen Gegenwart der fiktiven Welt des DC-Universums spielten, waren die Superboy-Geschichten in der Vergangenheit dieser Welt, zu der Zeit während Superman als Superboy noch ein heranwachsender Junge, der in dem Städtchen Smallville im ländlichen Kansas lebte, war.
Entsprechend dem unbeschwerten Charakter dieser Geschichten verpasst Superboy Krypto, nachdem dieser an seine Seite getreten ist mit einem Halsband und einem roten Cape, auf dem das berühmte Superman-Emblem (ein stilisiertes gelbes S) prangt. In den, während Supermans Jugend als Superboy spielenden Geschichten, gibt Superboy Krypto, um seine eigene Geheimidentität als Farmerjunge Clark Kent zu schützen, ebenfalls eine Geheimidentität. Und zwar als Hofhund Skip auf der Farm seiner Adoptiveltern.
Auch in den später spielenden Superman-Geschichten der 1950er bis 1980er Jahre, in denen er auftrat, trat Krypto – der sehr viel langsamer als ein irdischer Hund altert – weiterhin mit dem ihm von seinem Herrchen verpassten Cape und Halsband auf.
Bis zum Neustart des DC-Universums als der Welt, in der Supermans Abenteuer spielen, im Jahr 1986 trat Krypto dann gelegentlich in Superman-Comics als Gefährte und Helfer des Helden bei seinen Taten auf. Seine Abwesenheit in einem Großteil der Supermangeschichten wurde damit erklärt, dass er sich mit Hilfe seiner Superkräfte gerne für längere Zeit von der Erde entferne, um ausgedehnte Streunereien durch das Universum zu begeben und Kometen nachzujagen, wie irdische Hunde Autos.
In den 1970er Jahren veröffentlichte DC-Comics im hinteren Teil („Backup-Feature“) einiger Hefte der Serien Superman Family, Adventure Comics und Action Comics sogar eine Reihe von Geschichten unter dem Titel „Krypto the Superdog“, in denen Krypto nicht eine Nebenfigur, sondern die Hauptfigur im Zentrum der Handlung war. Charakteristisch war dabei insbesondere, dass Krypto in den meisten dieser Geschichten (anders als in den meisten Superman- und Superboy-Geschichten, in denen er auftritt, in denen er die Intelligenz eines Erdenhundes besitzt, aber mit unglaublichen physischen Fähigkeiten begabt) ähnlich intelligent ist wie ein Mensch, was sich insbesondere in den Gedankenballons ausdrückt durch die dem Leser angezeigt wurde, was der Hund – der in dieser Version nicht sprechen konnte – dachte, wobei er überaus komplexe Überlegungen und Schlussfolgerungen kommuniziert.

### Moderne Comic-Version
Im Jahr 2000 führte DC eine moderne Version des Superhundes in die Superman-Comics ein. Dieser ist zunächst nichts weiter als eine täuschend echte Illusion die der Außerirdische Brainiac13 mit Hilfe seiner mentalen Kräfte als Teil einer Kunstwelt erschafft in der Superman zeitweise gefangen ist. Als Superman sich aus dieser Welt befreit, folgt der künstliche Hund ihm einfach und wird mit seiner Flucht in die Realität selbst real.
Anders als der Krypto der alten Comics aus den 1950ern bis 1980ern ist dieser Krypto jedoch nicht mit einer menschengleichen Intelligenz gesegnet, sondern verfügt lediglich über dieselben geistigen Gaben wie ein normaler Hund – nur eben mit dem Unterschied, dass er über ähnliche Superkräfte wie Superman verfügt. Eine Folge der großen Kräfte des zwar gutmütigen und zutraulichen aber eben auch wie ein normales Tier dümmlich, wild und verspielten Hundes ist, dass er seinen Instinkten folgend durch einfache Handlungen für allerlei Unheil sorgt: So zerstört Krypto Türen, wenn er an ihnen kratzt und verletzt Kriminelle schwer wenn er harmlos nach ihnen schnappt. Superman sperrt Krypto deswegen zeitweise unter Aufsicht eines Roboters in seine Festung der Einsamkeit und gibt ihn später in die Obhut von jüngeren Leuten – deren Gesellschaft Krypto bevorzugt – wie Kon-El oder Jimmy Olsen der ihn Pal nennt.
2005 bis 2006 veröffentlichte DCs Sublabel Johnny DC zudem 20 Comichefte unter dem Titel Krypto the Superdog die in der Kontinuität der gleichnamigen Fernsehzeichentrickserie angesiedelt sind.

## Zeichentrickserie

### Produktion und Veröffentlichung
2005 wurde von Time Warner eine Zeichentrickserie mit Krypto im Mittelpunkt produziert. Regie führte Scott Jeralds und die Musik komponierte William Anderson.
Die Erstausstrahlung unter dem Titel Krypto the Superdog erfolgte vom 25. März 2005 bis zum 15. Dezember 2006 auf dem US-amerikanischen Spartenkanal Cartoon Network. Sie erreichte insgesamt 39 Folgen, die aus jeweils zwei rund fünfzehnminütigen Kurzgeschichten bestanden. Seither wird sie in den USA auf Cartoon Network und WB Kids in Wiederholungen. Es existieren Synchronisationen ins Spanische und Französische. Die deutsche Fassung wurde erstmals vom 3. September 2005 bis zum 30. September 2006 von Kabel 1 ausgestrahlt.

### Inhalt
Die Serie orientiert sich grundsätzlich zwar an der Comicvorlage, einiges wurde aber verändert. So lebt Krypto in seiner Zeichentrickserie nicht bei Superman, sondern wohnt im Haushalt der Familie eines kleinen Jungens namens Kevin Whitney, der in einem Vorort von Metropolis lebt. Anders als in den Comics können Krypto und seine tierischen Freunde und Gegner wie Menschen sprechen und kommunizieren.
Superman und andere menschliche Figuren treten zwar am Rand auf, die meiste Zeit fokussiert die Handlung sich jedoch – mit Ausnahme von Kevin, der dank eines speziellen Übersetzungs-Knopfes, den er im Ohr trägt, die Sprache der Tiere verstehen kann – auf Krypto und die anderen tierischen Akteure, zu denen neben Krypto unter anderem Streuner wie Streaky die Super-Katze (Streaky the Supercat), Ace der Bat-Hund (Ace the Bat-Hound, Hund von Batman), die Hunde-Sternen-Patrouille (Dog Star Patrol), Bud und Lou, die hyänischen Freunde des Kriminellen Jokers, Isis die verführerische Katze der Schurkin Catwoman und Ignatius, einem Leguan der Supermans Erzfeind Lex Luthor gehört.

### Synchronisation
| Rolle         | englischer Sprecher  |
| ------------- | -------------------- |
| Krypto        | Sam Vincent          |
| Superman      | Michael Daingerfield |
| Kevin Whitney | Alberto Ghisi        |